# ときめいて・くまもと
『ときめいて・くまもと』は日本の政令指定都市の1市である熊本市の市制120周年を記念して2010年（平成22年）に作成された市民愛唱歌である。同年4月29日に行われた「くまもと城下まつり」のオープニングステージにて発表された。

## 解説
- 作詞は星合節子、作曲は寺嶋民哉。熊本県熊本市地方のご当地ソングである。

## 収録曲
1. ときめいて・くまもと
  - 作詞:星合節子／作曲:寺嶋民哉
2. ときめいて・くまもと～カラオケver.～